# Sayaka Murata
Sayaka Murata (村田沙耶香?, Murata Sayaka; Inzai, 14 agosto 1979) è una scrittrice giapponese vincitrice di numerosi premi letterari, tra cui nel 2016 il Premio Akutagawa per il suo romanzo La ragazza del convenience store, che afferma la sua fama di scrittrice nel suo paese e all'estero.

## Biografia
Sayaka Murata è nata a Inzai, prefettura di Chiba, il 14 agosto 1979. Già da bambina è appassionata di manga e legge spesso romanzi di fantascienza e gialli presi in prestito dal fratello e dalla madre. Quest'ultima le compra un elaboratore di testi dopo averla vista scrivere un romanzo a mano in quarta elementare.
Concluse le scuole medie, si trasferisce con la famiglia a Tokyo, dove si diploma alla Kashiwa High School e consegue la laurea in arti e studi culturali all'Università Tamagawa.
Il suo racconto Jyunyū (lett. Allattamento) nel 2003 vince il premio Gunzo per gli scrittori esordienti.
Ottiene in seguito altri riconoscimenti, tra i quali il Noma Literary New Face Prize nel 2009 con Gin iro no uta (La canzone d’argento), il Premio Mishima Yukio nel 2013 con Shiro-iro no machi no, sono hone no taion no (Il bianco della città, delle ossa e della temperatura corporea) e il Premio Speciale al Sense Gender Award per Parti e omicidi (Satsujin Shussan).
Nel 2016 viene insignita del prestigioso Premio Akutagawa per La ragazza del convenience store, romanzo parzialmente autobiografico ispirato alla sua esperienza di commessa part-time (per 18 anni, fino al 2017) in un convenience store, bestseller in Giappone con più di 600.000 copie vendute.

## Temi
Gli scritti di Murata esplorano le diverse conseguenze della non conformità alle regole sociali, in particolare per quanto riguarda i ruoli di genere, la genitorialità e il sesso. Temi ricorrenti nelle sue opere, spesso ambientate in mondi distopici o surreali, sono la sessualità nelle sue varie forme, inclusa l'asessualità, presente in romanzi come Shōmetsu sekai (2012), La ragazza del convenience store (2016) e il racconto A Clear Marriage pubblicato sulla rivista Granta.
Murata è anche nota per le sue rappresentazioni della sessualità adolescenziale in opere come Gin iro no uta (2008) e Shiro-iro no machi no, sono hone no taion no (2012).
In Parti e omicidi descrive una società distopica nella quale il governo per risolvere il problema del calo demografico autorizza uomini e donne, entrambi potenziali "gestanti" grazie alle nuove tecnologie riproduttive, a compiere un omicidio a scelta ogni dieci parti.

## Opere

### Narrativa
- Jyunyū (2005), trad. lett.: L'allattamento
- Gin iro no uta (2008), trad. lett.: La canzone d'argento
- Mausu (2008)
- Hoshi ga sū mizu (2010)
- Hakobune (2011)
- Shiro-iro no machi no, sono hone no taion no (2012), trad. lett.: Il bianco della città, delle ossa e della temperatura corporea
- Tadaima tobira (2012)
- Shōmetsu sekai (2012), trad. lett.: Il mondo in diminuzione
- Satsujin shussan (2014)
  - Parti e omicidi, traduzione di Gianluca Coci, Roma, Edizioni E/O, 2024, ISBN 978-88-335-7781-4[19]
- Konbini ningen (2016)
  - La ragazza del convenience store, traduzione di Gianluca Coci, Roma, Edizioni E/O, 2018 ISBN 978-88-335-7002-0.[20]
- Chikyū seijin (2018)
  - I terrestri, traduzione di Gianluca Coci, Roma, Edizioni E/O, 2021 ISBN 978-88-335-7385-4.[21]
- Seimeishiki (2019)
  - La cerimonia della vita, traduzione di Gianluca Coci, Roma, Edizioni E/O, 2023, ISBN 978-88-3357-572-8.

## Premi e riconoscimenti
- Gunzo Prize for New Writers: 2003 vincitrice con Jyunyū
- Noma Literary New Face Prize: 2009 vincitrice con Gin iro no uta
- Premio Mishima Yukio: 2013 vincitrice con Shiro-iro no machi no, sono hone no taion no
- Sense of Gender Awards: 2014 vincitrice con Satsujin shussan
- Premio Akutagawa: 2016 vincitrice con La ragazza del Convenience store